# People mover

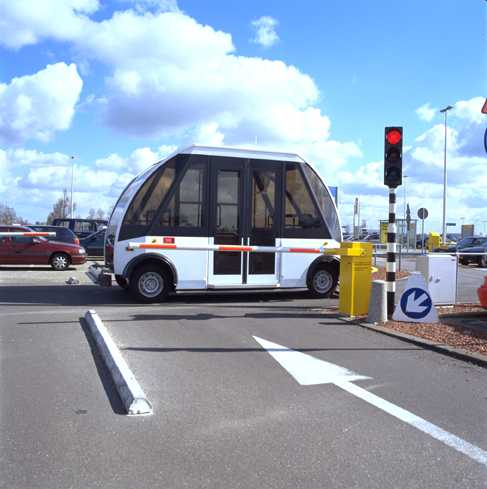
ParkingHopper Schiphol

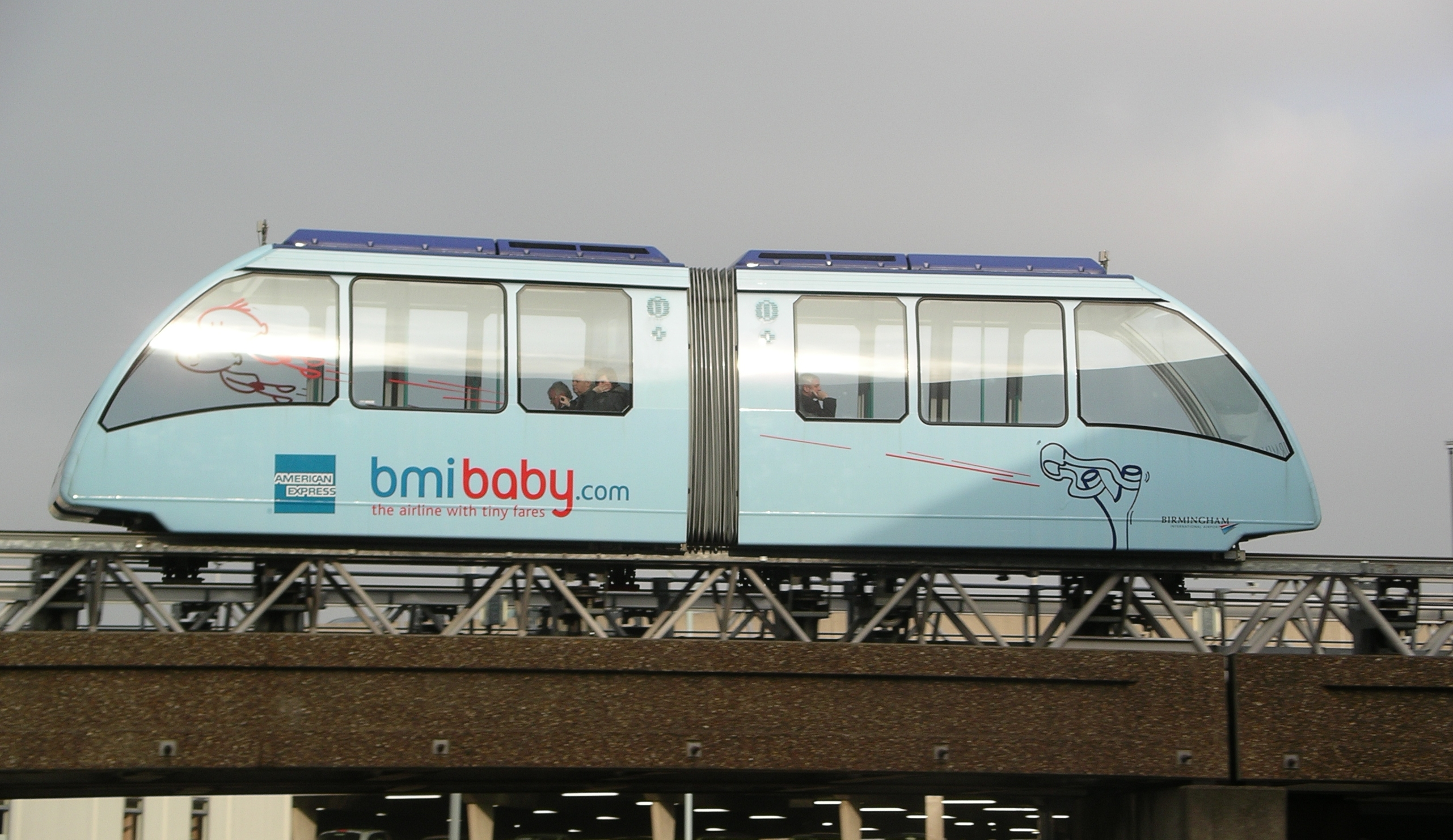
People mover van het vliegveld van Birmingham

People movers zijn automatisch bestuurde voertuigen (bijvoorbeeld zelfrijdende busjes, kabelbanen en monorails) die rijden op een eigen infrastructuur. Wanneer de voertuigen of cabines ervan erg klein zijn (geschikt voor twee tot zes passagiers) kan gesproken worden over personal rapid transit-systemen (PRT).

## Typen
Er zijn drie soorten automatische people-moversystemen (APM-systemen), namelijk: rail, kabel (fixed grip of detachable) en systemen zonder geleiderail:
- Railsysteem: de voertuigen van een railsysteem rijden op een elektrische eenrichtingsbaan. Deze kan zowel op een verhoogde baan als ondergronds aangelegd worden, zoals het van oorsprong Franse Véhicule Automatique Léger.
- Kabelgetrokken systemen: deze systemen worden door middel van een centrale kabel voortgetrokken. De kabel heeft een constante snelheid en de voertuigen bewegen zich voort op rubber banden. Bij de 'detachable' oplossing wordt elk voertuig dat een station nadert losgekoppeld van de voortdurend voortbewegende kabel. Het voertuig passeert de halte met behulp van geleidewieltjes om daarna weer aan te haken op de centrale kabel.
- Elektronisch geleide people movers: dit systeem kenmerkt zich doordat het voertuig zich zonder geleiderail voortbeweegt en de baan zich op maaiveldniveau kan bevinden.

## People-moversystemen in Nederland

### Phileas
In Eindhoven reed tot 2017 een 18 meter lange bus onder de naam Phileas als openbaar vervoer. Deze bus reed tussen 2004 en 2008 met geleiding tussen Eindhoven Centrum, Meerhoven, Eindhoven Airport en Veldhoven. Daarna is de bus echter als reguliere bus bestuurd. Er bestond ook een 24 meter lange variant.

### ParkShuttle
Tussen 1999 en 2002 reed een ParkShuttle van metrostation Kralingse Zoom in Rotterdam naar kantoorpark Rivium in Capelle aan den IJssel. Op 1 december 2005 werd ParkShuttle II officieel in gebruik genomen door premier Balkenende. Sinds september 2008 is deze verbinding weer in dienst na een periode van stilstand. In totaal gaat het om 6 Parkshuttles en 5 haltes op een lineair tracé van 1800 meter. Dit is tot op heden nog steeds het enige permanente autonome vervoerssysteem ter wereld dat zonder safety steward aan boord op maaiveld niveau opereert en kruisingen heeft met ander verkeer. Sinds 3 juni 2019 is de dienst buiten gebruik gesteld in verband met vernieuwing en uitbreiding van baan en materieel. De herindienststelling van de ParkShuttle vond op 5 december 2022 plaats, waarbij de huidige route werd gehandhaafd.

### ParkingHopper
De ParkingHopper was met vier voertuigen tussen 1997 en 2004 in werking op grote parkeerterrein P3 op Schiphol. De ParkingHopper reed over de parkeerplaats P3 en overbrugde de afstand tussen de geparkeerde auto en de toegangspoort van het parkeerterrein. Vanaf de toegangspoort reed een pendelbus (een reguliere autobus) naar de aankomst- en vertrekhallen. Sinds 2004 is het project niet meer operationeel, de baan voor de peoplemover wordt gebruikt als parkeerruimte.

## People-moversystemen in andere landen

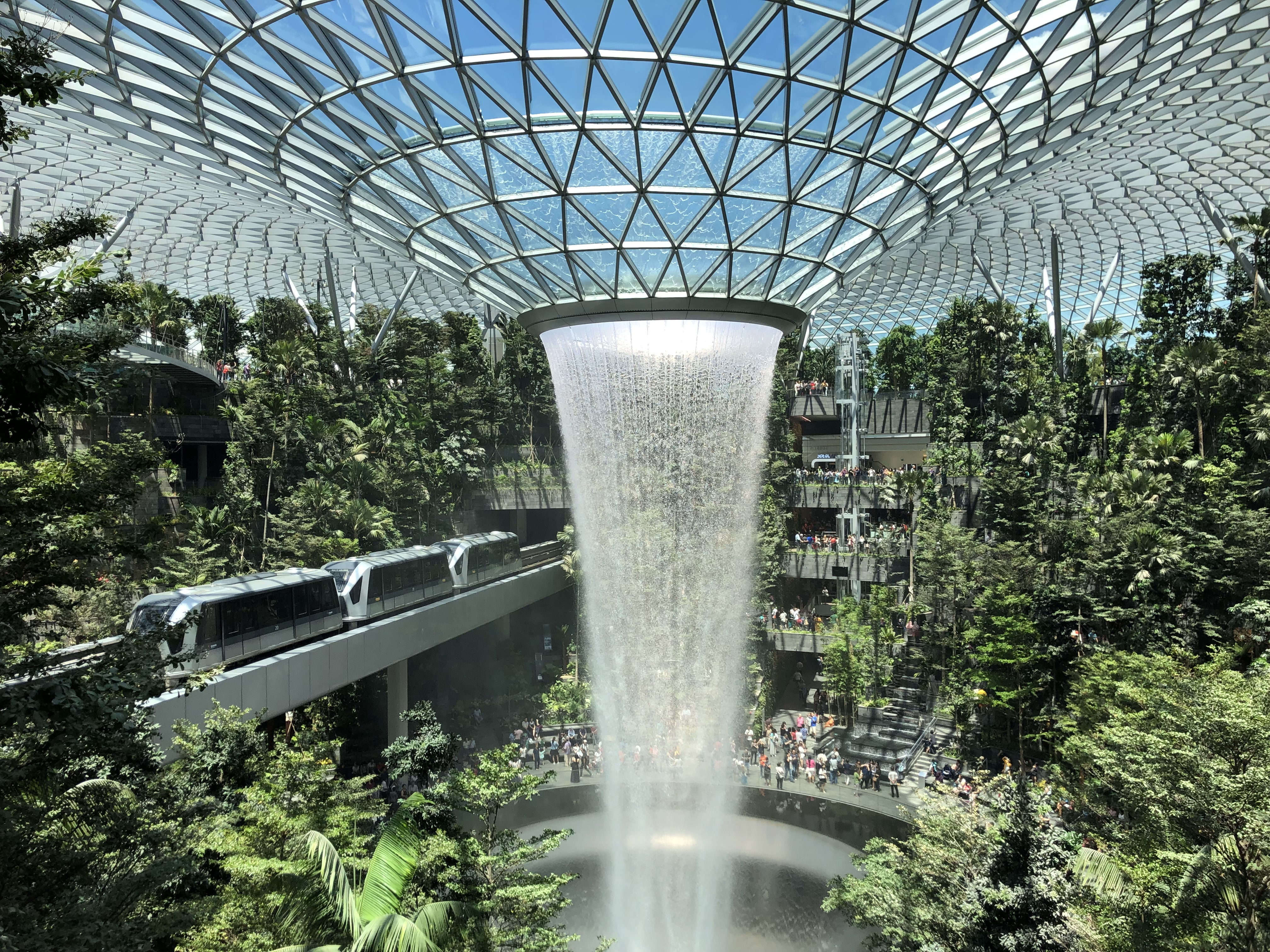
Changi Airport Skytrain, Singapore

Tot nu toe zijn people movers vooral veel toegepast als intern vervoermiddel op luchthavens. Deze kunnen we echter niet tot het openbaar vervoer rekenen.
Een aantal voorbeelden van openbaar toegankelijke people movers in andere landen:
- Detroit, Verenigde Staten (Downtown People Mover)
- Jacksonville, VS (Skyway)
- Düsseldorf, Duitsland (SkyTrain op luchthaven Düsseldorf International)
- Miami, VS (Metromover van Miami)
- Morgantown, VS (bijna een PRT-systeem)
- New York, VS (AirTrain JFK, in gebruik vanaf december 2003)
- Newark, VS (AirTrain Newark)
- Singapore (Bukit Panjang Lightrail en Changi Airport Skytrain)
- Atlanta, VS (The Plane Train)
- Laon, Frankrijk (Poma 2000 van Laon, gesloten sinds augustus 2016)
- Venetië, Italië (People Mover)